# Budynek spalarni śmieci z maszynownią i komin maszynowni w dawnej oczyszczalni ścieków
Budynek spalarni śmieci z maszynownią i komin maszynowni w dawnej oczyszczalni ścieków – budynek spalarni odpadów z maszynownią i kominem z 1905 roku w Bytomiu, wpisane do rejestru zabytków nieruchomych województwa śląskiego.

## Historia
Władze Bytomia w ramach budowy miejskiej sieci kanalizacyjnej zdecydowały o budowie pierwszej biologicznej oczyszczalni ścieków na terenie ówczesnego Cesarstwa Niemieckiego w miejscu, na którym w XVII wieku stał młyn Jakuba Pielki i jego syna Andrzeja (niem. Pielkermühle). Projektantem oczyszczalni od strony technicznej był Max Rosenquist, architektem zaś – miejski radca budowlany Karl Brugger . Budowę rozpoczęto oficjalnie 4 października 1902, była prowadzona przez firmę Windschild & Langelott z Cossebaude; oględziny wyników zakończonej pracy przez przedstawicieli gminy nastąpiły 31 października 1905 roku. 
Wraz z oczyszczalnią powstała spalarnia odpadów, oparta na systemie pieców Doerra. W głównym budynku mieściły się dwie komory spalania, stacja transformatorowa oraz pomieszczenie dla majstra; główna hala po usunięciu urządzeń służyła później warsztat oraz jako garaż dla pojazdów, które były własnością oczyszczalni. W dobudówce znajdowała się maszynownia z zachowaną jednotłokową sprężarką firmy Zwickauer Maschinenfabrik, pompy i warsztat. W pobliżu spalarni postawiono komin, który obsługiwał spalarnię oraz wszystkie pozostałe urządzenia mechaniczne zakładu.
Zarządcą zabytkowego kompleksu jest Bytomskie Przedsiębiorstwo Komunalne .

## Galeria

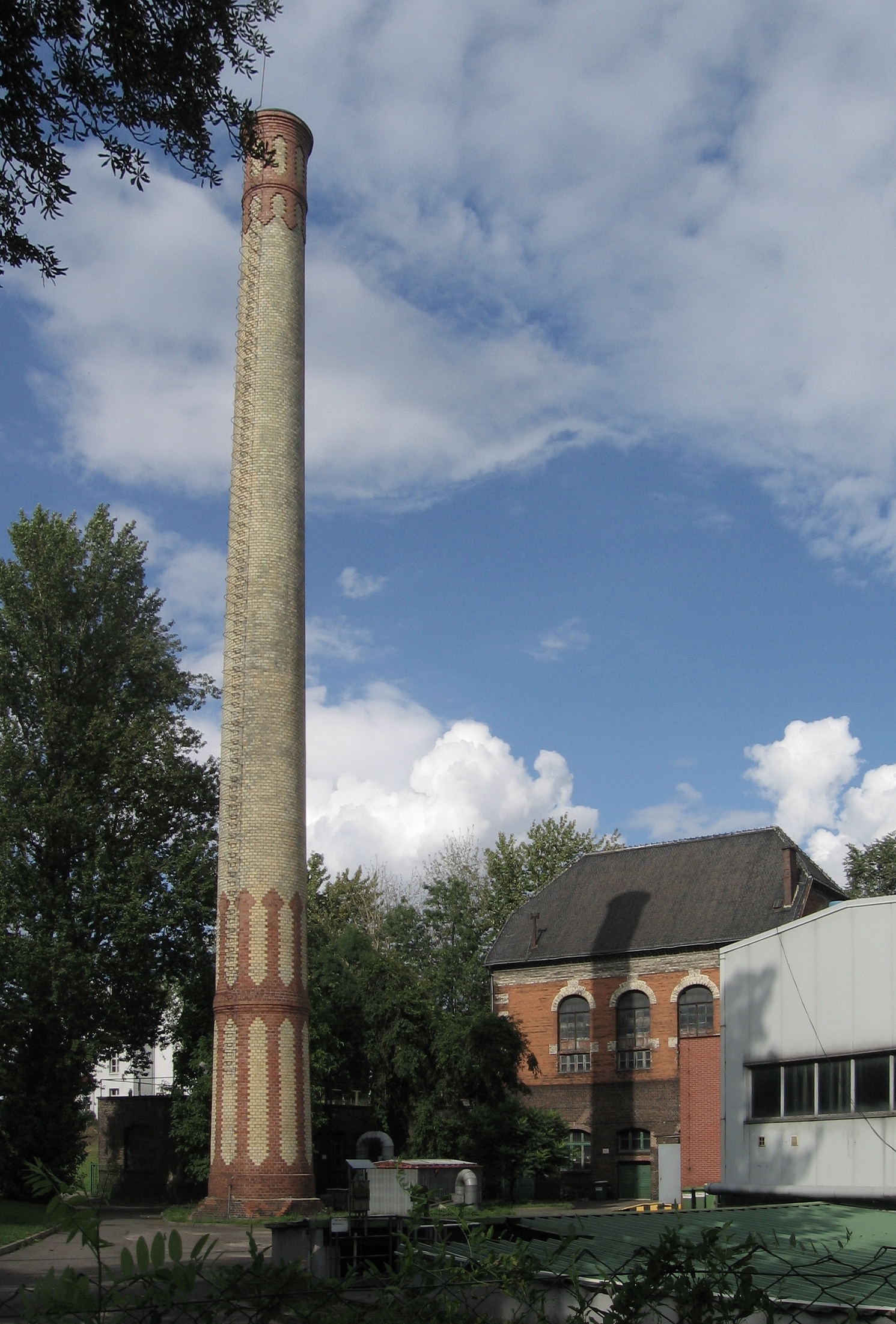
Komin
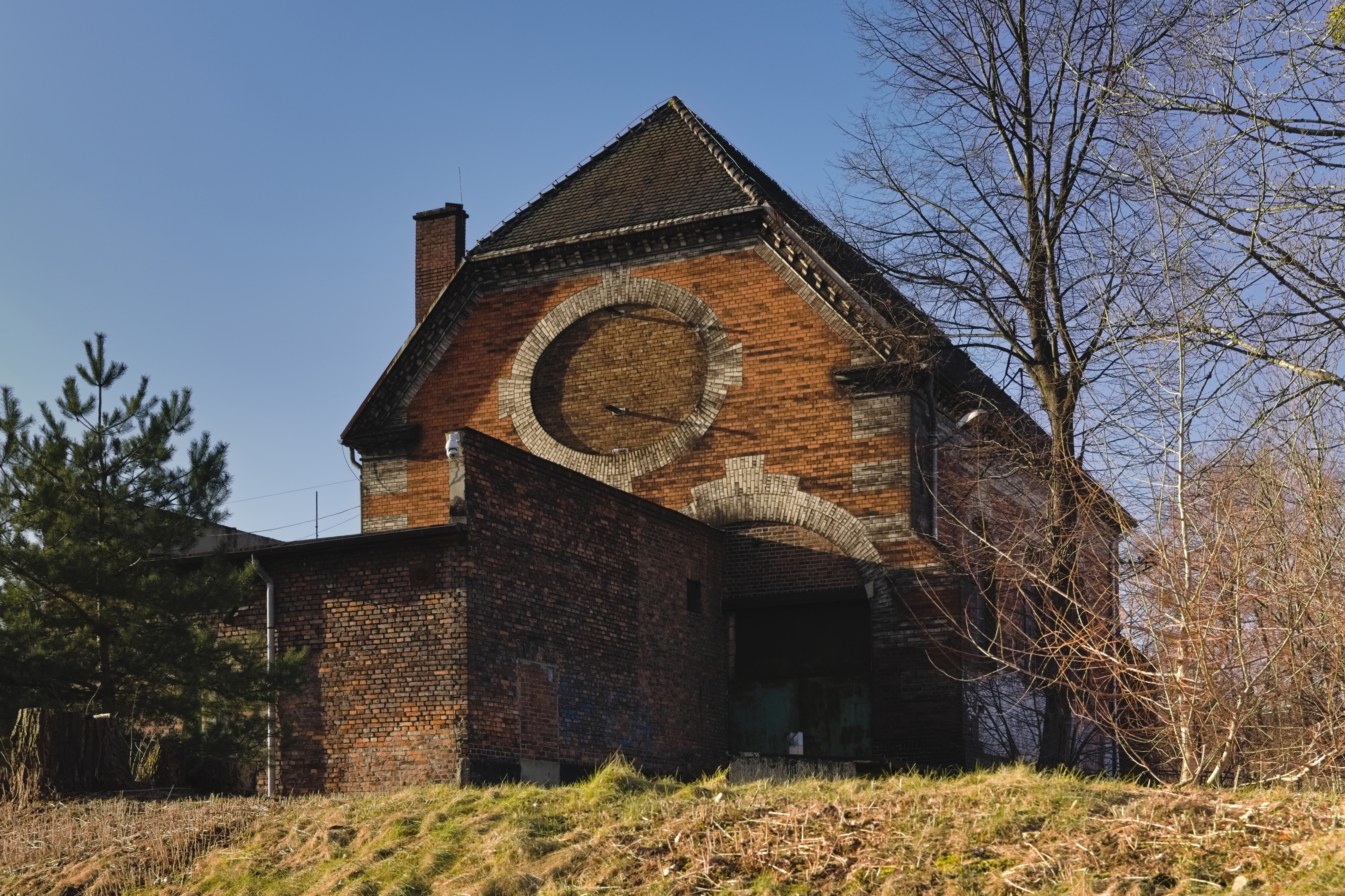
Budynek spalarni od południowego wschodu
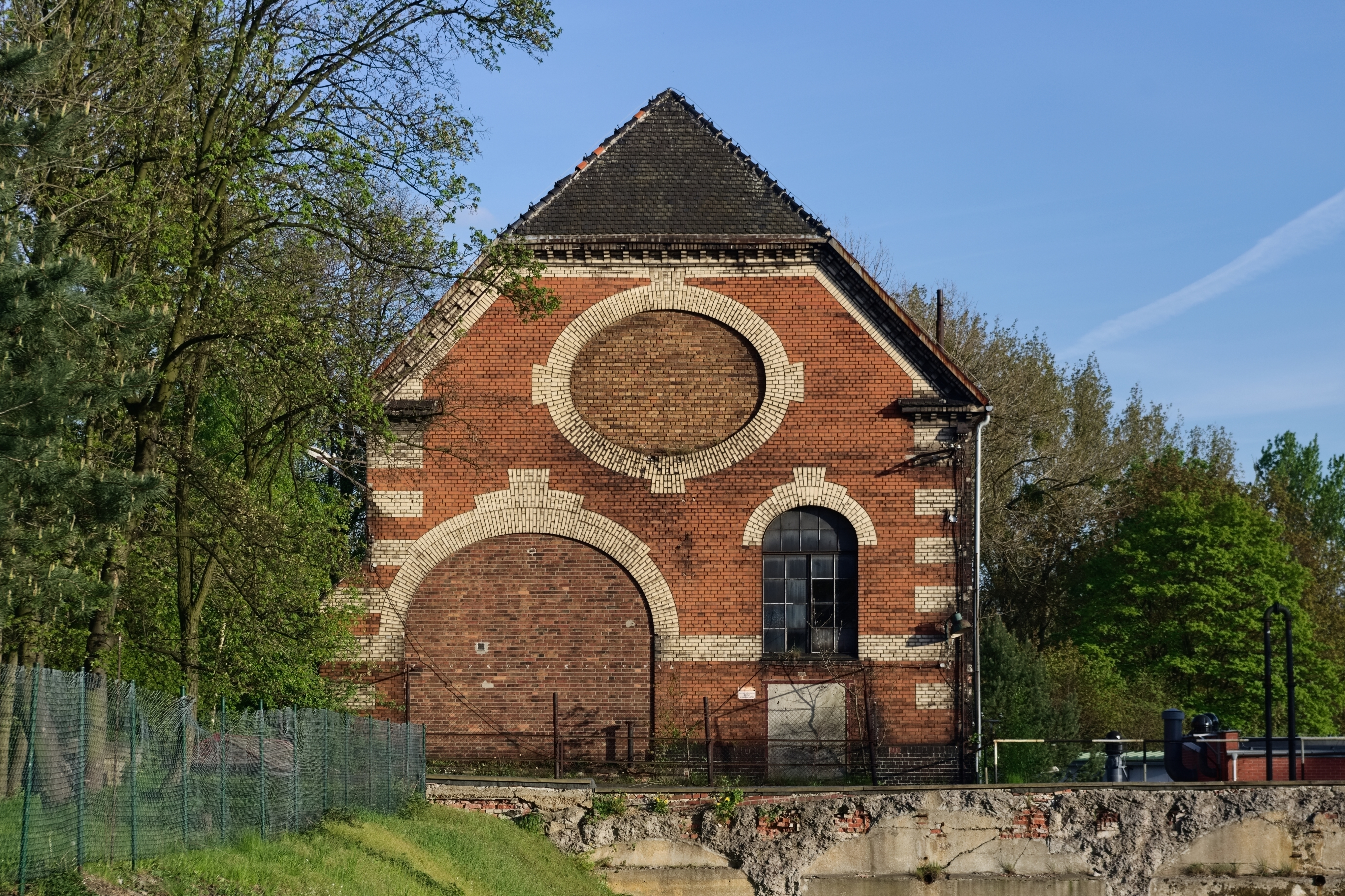
Budynek spalarni od północnego zachodu
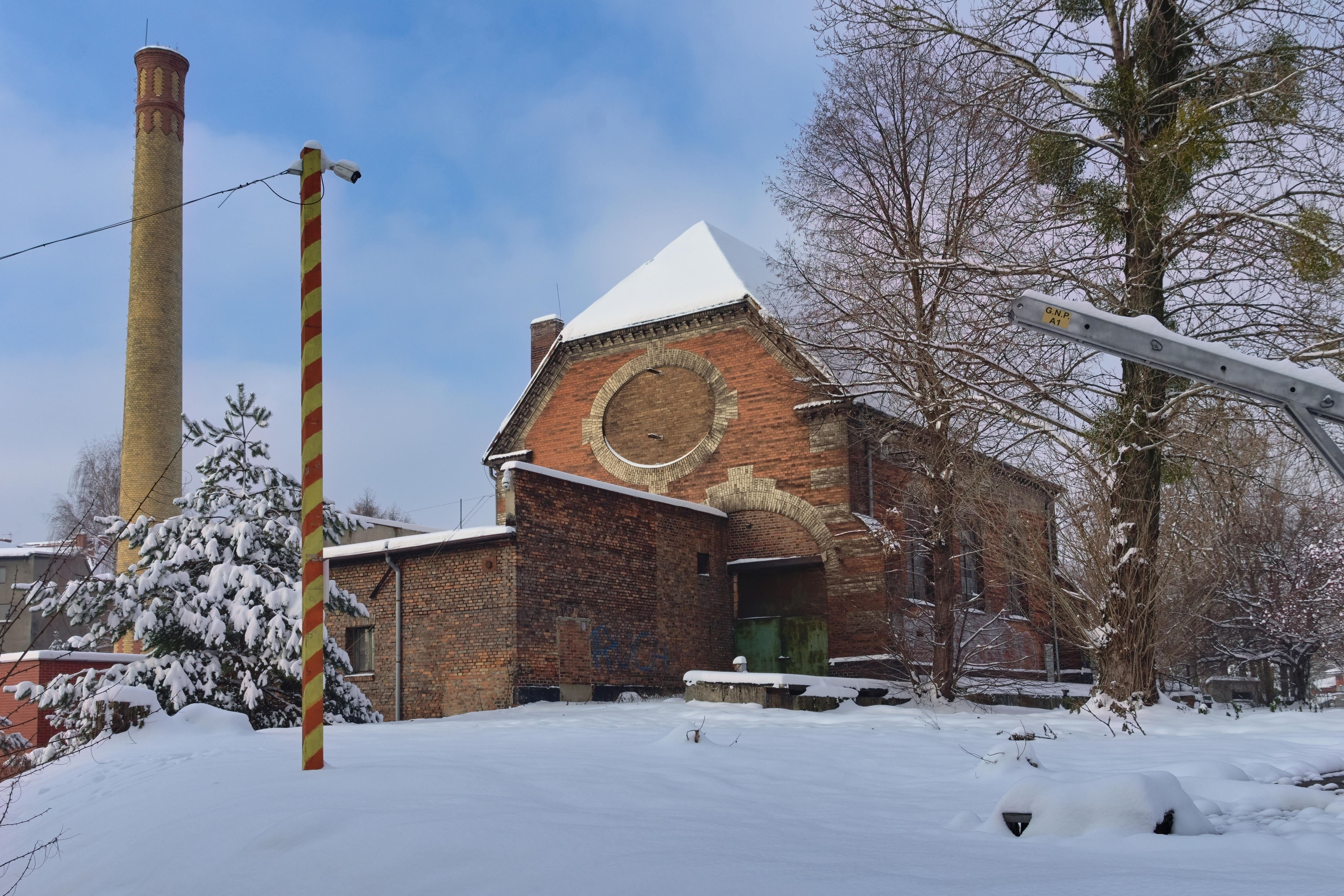
Spalarnia w zimie